# Рододендрон понтийский
Рододе́ндрон понти́йский (лат. Rhododéndron pónticum) — вечнозелёный кустарник, вид рода Рододендрон (Rhododendron) семейства Вересковые (Ericaceae).

## Ботаническое описание
Рододендрон понтийский — ветвистый вечнозелёный кустарник или, редко, небольшое дерево, достигающее 5 (иногда 8) м в высоту. Молодые веточки голые.
Листья обратноланцетовидные до широкоэллиптических, с цельным краем, верхняя поверхность голая и блестящая, нижняя — у молодых листьев бархатистая, затем оголяющаяся. Основание листовой пластинки закруглённое или клиновидное, конец заострённый.
Соцветие состоит из 8—20 цветков. Венчик колокольчатый, сиреневато-розовый или сиреневый, лепестки до 5 см длиной, часто с мелкими зеленоватыми пятнышками. Чашечка маленькая, разделённая на узкотреугольные чашелистики. Завязь и пестик голые.
Плод — коробочка 15—25 × 3—4 мм.

## Экология
Рододендрон образует заросли на равнинах или же подлесок. Может произрастать на высоте до 1800 м над уровнем моря.

## Распространение
Рододендрон понтийский распространён на Пиренейском полуострове, в Болгарии, на севере Турции, на Западном Кавказе, а также в Ливане.

## Значение и применение
Посещается пчёлами для сбора нектара. Мёд неприятен на вкус и может вызывать у людей головную боль, рвоту, обморочное состояние. Для обеззараживания рекомендуется прогреть, тогда попавшие в него алкалоиды разрушаются.

## В культуре
Рододендрон понтийский в культуре с середины XVIII века. Популярными белоцветковыми сортами являются Rhododendron 'Cunningham’s White', полученный в 1850 году гибрид белоцветкового рододендрона понтийского и рододендрона кавказского (в условиях Нижегородской области не обмерзает, плодоносит), а также Rhododendron 'Chionoides' 1871 года, второй гибридный родитель которого не установлен. Некоторые синецветковые сорта — 'A. Bedford', 'Anah Kruschke', 'Blue Ensign' и 'Blue Peter'.
Размножается корневой порослью и семенами; вид стал инвазивным в большей части Западной Европы и в Новой Зеландии, в природных дубравах Западной Шотландии, в Уэльсе и на вересковых пустошах южной Англии, вытесняя природную флору. Для уничтожения растений используют гербициды и вырубка.
В ГБС с 1964 года. Ювенильные растения, помещенные в полиэтиленовые мешочки с небольшим комочком почвы, безболезненно переносят перевозку в течение 6 дней. В Москве вегетирует с начала мая до осенних заморозков, рост побегов отмечен с середины мая до середины июля—начала августа. Ежегодный прирост 8—10 см. Цветёт с 10 лет — с середины июня, реже с конца мая, до начала июля. Плоды не завязываются. Побеги одревесневают на 25—50%. Зимостойкость III—IV, при укрытии I—II. В качестве зимнего укрытия строят толевые домики и свободные пространства заполняют сухим листом.
В условиях Нижегородской области в суровые зимы вымерзает.

## Таксономия

### Инфравидовое деление
Иногда выделяется подвид Rhododendron ponticum subsp. baeticum (Boiss. & Reut.) Hand.-Mazz., 1909, отличающийся от номинативного бархатистой осью соцветия. Нередко растения с голыми осями соцветий встречаются вперемешку с растениями с бархатистыми осями, поэтому выделение такого таксона представляется нецелесообразным.

### Естественные гибриды
- Rhododendron ×filidactylis R.I.Milne, 2001 [Rh. ponticum × Rh. ungernii]
- Rhododendron ×sochadzeae Kharadze & Davlian., 1969 [Rh. ponticum × Rh. caucasicum]

### Синонимы
- Anthodendron ponticum (L.) Rchb., 1831
- Azalea arborea L., 1753
- Azalea baetica (Boiss. & Reut.) Kuntze, 1891
- Azalea lancifolia (Moench) Kuntze, 1891, nom. superfl.
- Hymenanthes pontica (L.) H.F.Copel., 1943
- Rhododendron adansonii Pépin, 1859
- Rhododendron algarvense Page, 1817, nom. inval.
- Rhododendron baeticum Boiss. & Reut., 1856
- Rhododendron lancifolium Moench, 1794, nom. superfl.
- Rhododendron speciosum Salisb., 1796, nom. superfl.
- Rhododendron parviflorum Dum.Cours., 1811